# Asphondylia lycopidiflorae
Asphondylia lycopidiflorae är en tvåvingeart som beskrevs av Fedotova 2003. Asphondylia lycopidiflorae ingår i släktet Asphondylia och familjen gallmyggor. Inga underarter finns listade i Catalogue of Life.